# Doğan Akhanlı
Doğan Akhanlı   (Şavşat, 18 de març de 1957 - Berlín, 31 d'octubre de 2021) va ser un escriptor turc asilat a Alemanya.

## Biografia
Doğan Akhanlı va viure durant els seus primers anys en un poble turc en la costa del Mar Negre. Als 12 anys va viatjar a Istanbul amb un germà major per continuar l'educació bàsica. En 1975 va començar la seva activitat política, després de ser arrestat per adquirir un periòdic esquerrà. Després del cop d'estat a Turquia de 1980 va passar a la clandestinitat i en 1985 va ser detingut a Istanbul, on va viure baix arrest fins a 1987. En 1991 va obtenir asil polític a Alemanya, i va establir la seva residència en Colònia, on ha viscut com a escriptor.
El 19 d'agost de 2017 Akhanlı va ser detingut a Granada per la policia espanyola, seguint una ordre de la Interpol cursada pel govern turc.

## Obra
- 1998 "Kayıp Denizler" (trilogia composta per "Denizi Beklerken", "Gelincik Tarlası" i "Kıyamet Günü Yargıçları" on es tracta el tema del genocidi armeni).[3]
- 2005 "Madonna'nın Son Hayali" ("L'últim somni de Madonna", novel·la).
- 2009 "Babasız Günler"[4] ("Dies sense pare").
- 2010 "Fasıl".